# Bryan Fogel

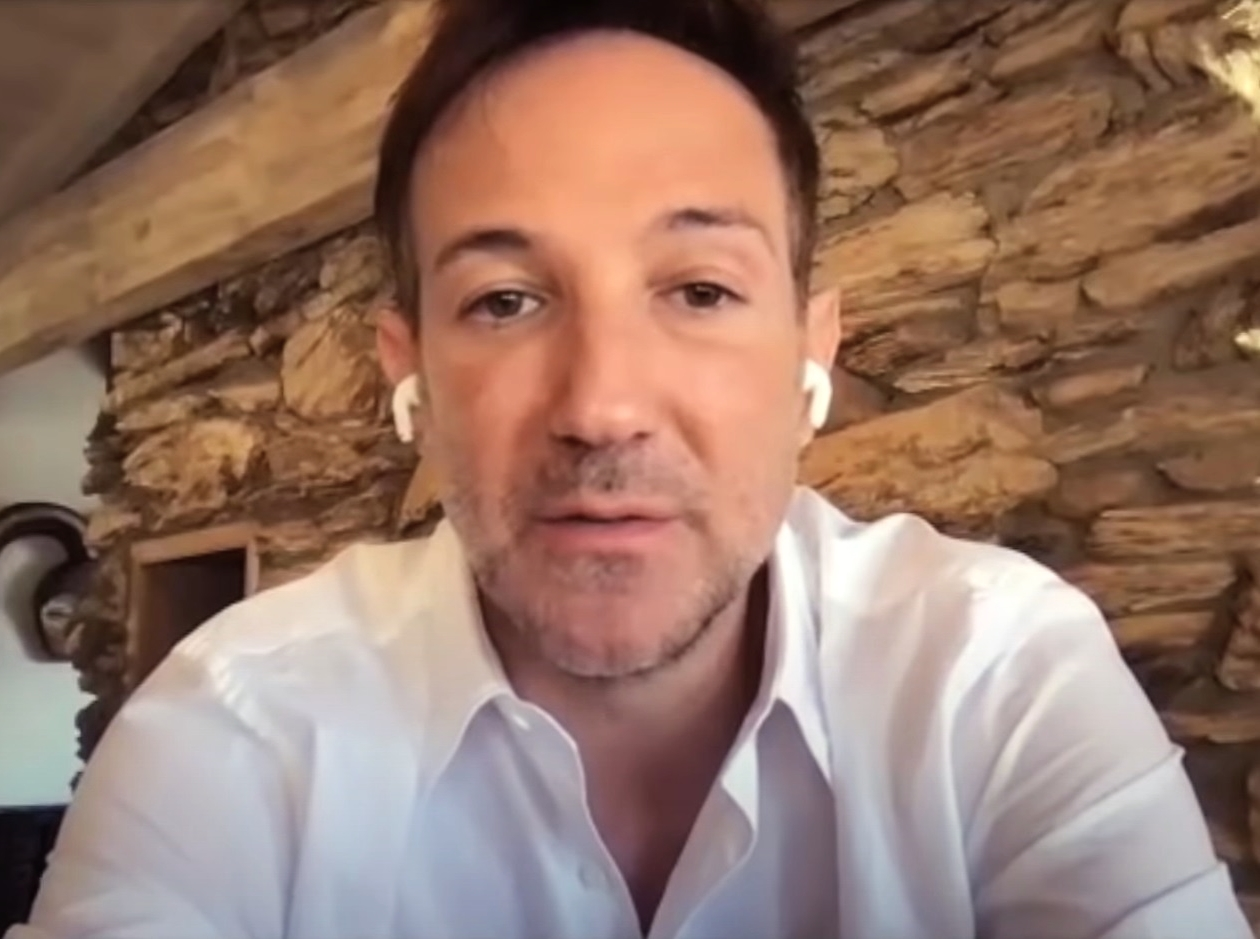
Bryan Fogel

Bryan Fogel (* frühe 1970er in Denver, Colorado) ist ein US-amerikanischer Dramaturg, Regisseur, Drehbuchautor und Filmproduzent, der durch die Kinoproduktion Jewtopia international bekannt wurde.

## Leben und Karriere
Bryan Fogel, geboren in Denver, Colorado als eines von drei Kindern von David und Linda Fogel, machte seine Abschlüsse an der East High School und an der University of Colorado Boulder. Zusammen mit Sam Wolfson entwickelte und schrieb er das Theaterstück Jewtopia, eine Off-Broadway-Komödie. Das Stück hatte im Jahr 2003 in Los Angeles Premiere und lief in über 300 Aufführungen, danach wechselte das Stück im Jahr 2004 zum Off-Broadway-Theater Westside in New York, wo es für mehr als drei Jahre lief und es auf über tausend Auftritte brachte bis zur Schließung im April 2007. Jewtopia hält den Rekord als das Theaterstück mit der längsten und schnellsten amortisieren Produktionen in der Off-Broadway-Geschichte.
Im Jahr 2012 gab Bryan Fogel dann sein Regiedebüt als Spielfilmregisseur mit der Verfilmung von Jewtopia. Darüber hinaus agierte er auch als Drehbuchautor und ausführender Produzent des Films. In den Hauptrollen spielten Jennifer Love Hewitt, Crystal Reed und Peter Stormare. Der Film lief als Eröffnungsbeitrag beim Malibu Film Fest.
Zusammen mit Sam Wolfson ist Fogel auch Autor des Bestsellers Jewtopia: The Chosen Guide for the Chosen People. Das Buch erschien bei der Hachette Book Group. 2009 hatte Fogel zudem einen kurzen Gastauftritt als Schauspieler in der Kinoproduktion Die Jagd zum magischen Berg.
Sein zweiter Film, Ikarus, in dem er das russische Dopingsystem aufdeckt, gewann 2018 den Oscar als bester Dokumentarfilm.

## Filmografie
Verantwortlich für Regie, Drehbuch, Produktion:
- 2012: Jewtopia
- 2017: Ikarus
- 2020: The Dissident